# Aeroportul Baglung
Aeroportul Baglung (IATA: BGL, ICAO: VNBL) este un aeroport din Western Development Region⁠(d), Nepal.
Situat la o altitudine de 1.012 m, aeroportul dispune de o singură pistă.